# Sieplnica
Sieplnica – osada leśna w Polsce położona w województwie lubuskim, w powiecie wschowskim, w gminie Wschowa.
W latach 1975–1998 miejscowość administracyjnie należała do województwa leszczyńskiego.